# 石井街道 (深圳市)
石井街道是中国广东省深圳市坪山区下辖的一个街道，位於深圳市東北部。

## 地理
轄區东接惠州市惠阳区、北接龙田街道、西接马峦街道，南接大鹏新区。
辖区面积 36.52 平方公里，常住总人口约 2.9 万人，实际管理人口约 4.78 万人，其中户籍人口约 0.4 万人（2016年5月）。

## 行政區劃
石井街道現有社區居（村）委會數4個：

金龟社区、石井社区、田头社区和田心社区。